# マクファーソン郡 (サウスダコタ州)
マクファーソン郡（英: McPherson County）は、アメリカ合衆国サウスダコタ州の北部に位置する郡である。2010年国勢調査での人口は2,459人であり、2000年の2,904人から15.3％減少した。郡庁所在地はレオラ市（人口457人）であり、同郡で人口最大の町はユーレカ（人口868人）である。郡名は南北戦争の将軍ジェイムズ・マクファーソンに因んで名付けられた。

## 地理
アメリカ合衆国国勢調査局に拠れば、郡域全面積は1,152平方マイル (2,983 km2)であり、このうち陸地は1,137平方マイル (2,945 km2)、水域は15平方マイル (39 km2)で水域率は1.29％である。

### 主要高規格道路
| - サウスダコタ州道10号線 - サウスダコタ州道45号線 - サウスダコタ州道47号線 - サウスダコタ州道247号線 | - サウスダコタ州道239号線 |

### 隣接する郡
- マッキントッシュ郡 (ノースダコタ州) - 北
- ディッキー郡 (ノースダコタ州) - 北東
- ブラウン郡 - 東
- エドマンズ郡 - 南
- キャンベル郡 - 西

## 人口動態
以下は2000年の国勢調査による人口統計データである。
| 基礎データ - 人口: 2,904人 - 世帯数: 1,227 世帯 - 家族数: 822 家族 - 人口密度: 1人/km2（3人/mi2） - 住居数: 1,465軒 - 住居密度: 0軒/km2（1軒/mi2） 人種別人口構成 - 白人: 99.35% - ネイティブ・アメリカン: 0.28% - アジア人: 0.14% - その他の人種: 0.03% - 混血: 0.21% - ヒスパニック・ラテン系: 0.21% 年齢別人口構成 - 18歳未満: 22.2% - 18-24歳: 4.5% - 25-44歳: 20.1% - 45-64歳: 23.6% - 65歳以上: 29.6% - 年齢の中央値:48歳 - 性比（女性100人あたり男性の人口） - 総人口: 93.7 - 18歳以上: 91.4 | 世帯と家族（対世帯数） - 18歳未満の子供がいる: 23.6% - 結婚・同居している夫婦: 62.1% - 未婚・離婚・死別女性が世帯主: 2.7% - 非家族世帯: 33.0% - 単身世帯: 31.1% - 65歳以上の老人1人暮らし: 19.2% - 平均構成人数 - 世帯: 2.31人 - 家族: 2.91人 収入と家計 - 収入の中央値 - 世帯: 22,380米ドル - 家族: 29,811米ドル - 性別 - 男性: 23,705米ドル - 女性: 17,850米ドル - 人口1人あたり収入: 12,748米ドル - 貧困線以下 - 対人口: 22.6% - 対家族数: 17.0% - 18歳未満: 25.8% - 65歳以上: 22.2% |

## 都市と町
- ユーレカ
- グリーンウェイ
- ヒルズビュー
- レオラ - 郡庁所在地
- ロングレイク
- ウェトンカ

### 郡区
郡は下記5の郡区に分けられている。
- カール
- ホフマン
- ウォッチャー
- ワッカー
- ウィーバー

他にウェストマクファーソンとセントラルマクファーソンの2つの未編入領域がある。